# Douglas XT3D
Il Douglas XT3D era un aereo, biplano e monomotore, realizzato dalla Douglas Aircraft Company nei primi anni trenta. Progettato in conformità ad una richiesta della United States Navy per la realizzazione di un nuovo aerosilurante, venne giudicato inadeguato alla richiesta e non superò mai lo stato di prototipo.

## Storia del progetto
Quando, nel giugno del 1930, il Bureau of Aeronautics emise una specifica per un nuovo aerosilurante con il quale sostituire i precedenti Martin T4M e Great Lakes TG, la Douglas rispose dando origine al progetto di un nuovo velivolo che, secondo il sistema di designazione vigente, sarebbe stato identificato come T3D.

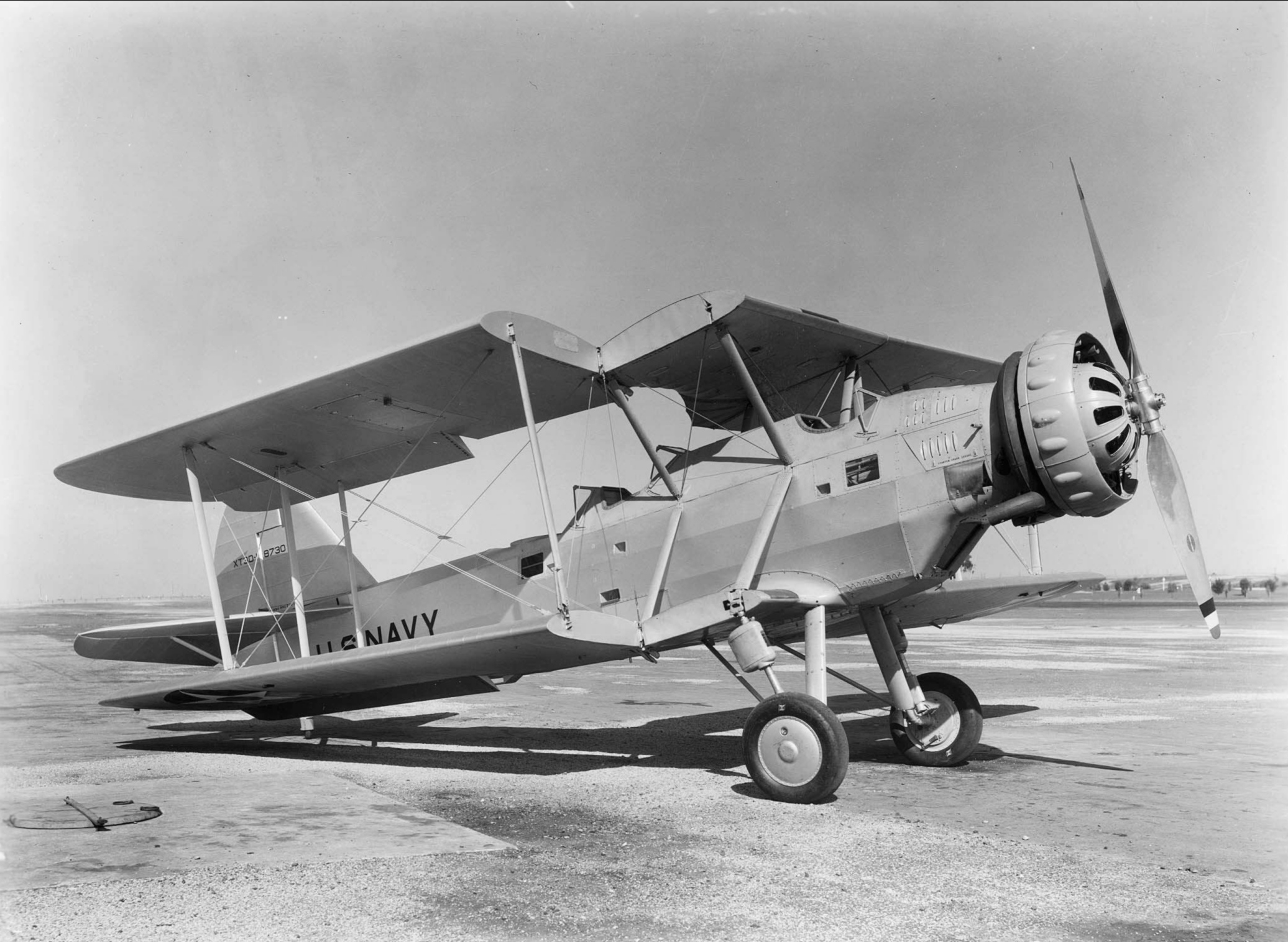
L'XT3D-1 mette in bella mostra l'ala ripiegata.

Completato nell'arco di dodici mesi il prototipo, identificato con la denominazione XT3D-1, venne sottoposto alle prime prove di volo presso gli stabilimenti della Douglas di Santa Monica per poi essere trasferito, in settembre, alla Naval Air Station Anacostia per le prove a cura del committente.
I test furono svolti tra il mese di ottobre e quello di aprile dell'anno successivo, concludendosi in modo non soddisfacente: le cause furono individuate principalmente nella scarsa cura aerodinamica delle linee della fusoliera e del carrello d'atterraggio. L'XT3D-1 venne quindi riportato presso le officine del costruttore anche per correggere problemi al motore che, pur di minore rilevanza, si presentavano con regolarità.
Dopo aver apportato le modifiche richieste, la Douglas ripropose il velivolo con la nuova designazione XT3D-2 nel mese di febbraio del 1933. Nel frattempo, tuttavia, l'U.S. Navy aveva destinato maggiore attenzione verso velivoli da bombardamento in picchiata e l'XT3D passò in secondo piano. Venne, in ogni caso, sottoposto ad un programma di prove ridotto durante il quale le prestazioni risultarono, ancora una volta, al di sotto di quanto previsto nella specifica iniziale; anche i problemi al motore, malgrado i ripetuti interventi, non trovarono una soluzione soddisfacente. L'XT3D venne pertanto scartato per il servizio operativo e trovò impiego marginale solo come banco prova volante per motori.
In questa veste venne portato in volo per l'ultima volta il 22 aprile del 1941 e successivamente destinato all'impiego presso la Naval Air Station Norfolk come cellula statica a scopo addestrativo.

## Tecnica

### Cellula
L'XT3D era un biplano dalla struttura interamente metallica e rivestimento in tela. La fusoliera ospitava i tre membri dell'equipaggio in abitacoli disposti in tandem: il primo era quello del bombardiere/mitragliere, disposto al di sotto del bordo d'entrata dell'ala superiore, seguito da quello del pilota (sotto il bordo d'uscita dell'ala), al quale seguiva quello di un secondo mitragliere. Nella versione XT3D-1 tutti gli abitacoli erano riparati da un basso parabrezza disposto sul bordo dell'abitacolo mentre nella versione XT3D-2 i due abitacoli posteriori erano sovrastati da un unico cupolino scorrevole.
I due piani alari presentavano la medesima apertura; quello inferiore era collegato alla parte inferiore della fusoliera ed al piano alare superiore mediante due coppie di montanti integrati da cavetti metallici incrociati. Le superfici di controllo erano disposte su entrambi i piani, collegati tra loro da un'asta verticale che trasmetteva il comando di movimento da un piano all'altro. In corrispondenza della coppia di montanti interni, le semiali erano ripiegabili all'indietro: questa configurazione avrebbe favorito lo stivaggio del velivolo negli hangar, in funzione del previsto impiego a bordo delle portaerei.
L'impennaggio era di tipo classico, con piano orizzontale monoplano disposto al di sotto della deriva; il timone si estendeva anche al di sotto della deriva, per tutta la profondità del tronco posteriore della fusoliera.
Il carrello d'atterraggio era di tipo triciclo posteriore e fisso, con le gambe anteriori dotate di ammortizzatore e costituite da elementi monoruota; in coda il ruotino d'appoggio era anch'esso fisso. Nella parte inferiore della fusoliera era incernierato il gancio d'arresto per la manovra d'appontaggio sulle portaerei. Nella seconda versione del velivolo le ruote del carrello vennero carenate per migliorarne l'aerodinamica.

### Motore

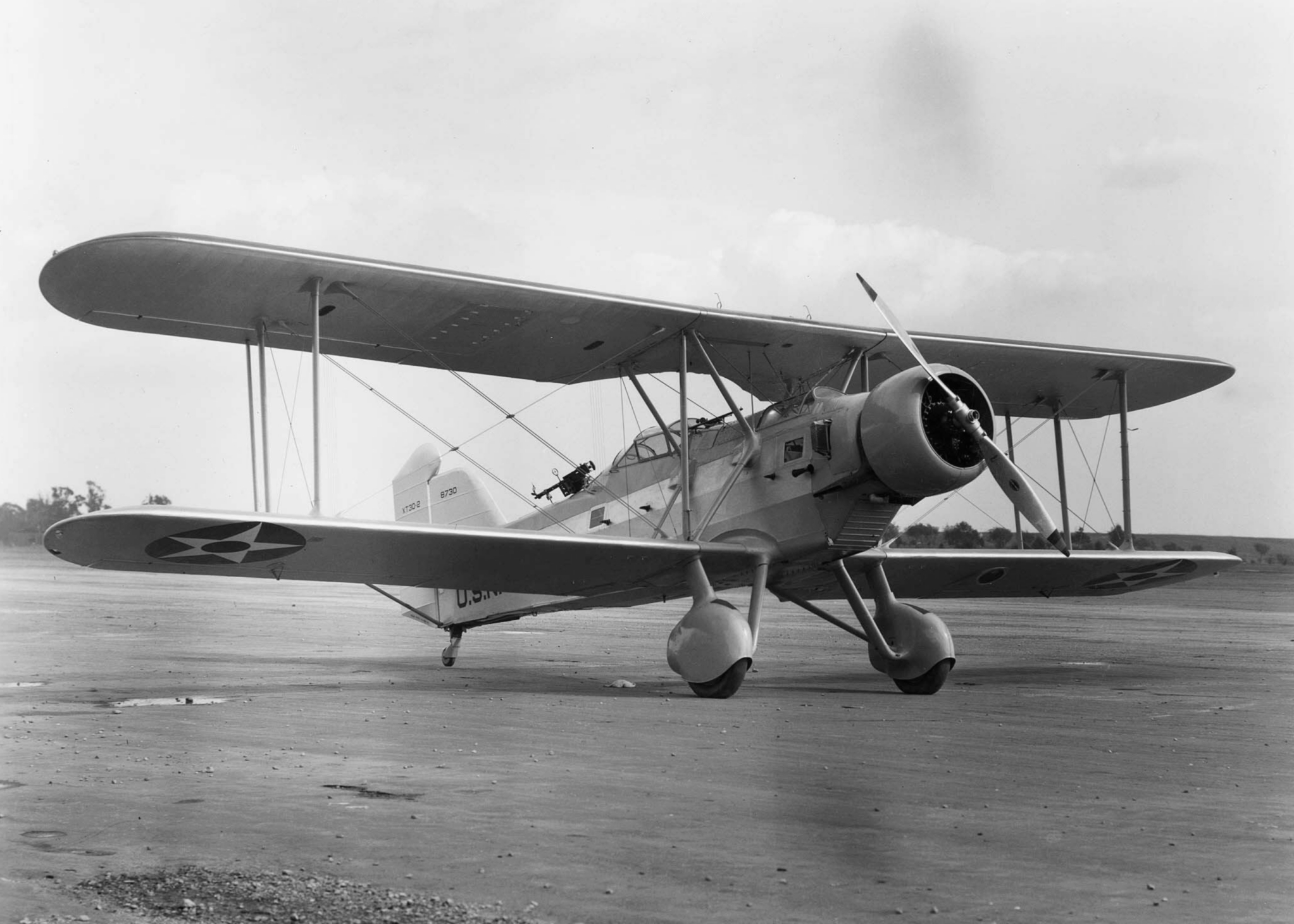
L'XT3D-2 in una foto risalente al 1933.

Nel corso della sua, breve, parabola evolutiva l'XT3D impiegò sempre motori di tipo radiale raffreddati ad aria: nella prima configurazione l'aereo fu dotato dell'unità a nove cilindri Pratt & Whitney R-1690 Hornet, che era in grado di sviluppare la potenza di 575 hp. Sempre nel caso dell'XT3D-1 il motore era abbinato ad un anello Townend in funzione aerodinamica e di raffreddamento.
Tra le modifiche che diedero origine alla seconda versione vi fu la sostituzione del motore originario con il quattordici cilindri Pratt & Whitney R-1830 Twin Wasp, grazie al quale la potenza disponibile salì fino a 800 hp; in questo caso il motore venne alloggiato all'interno di una cappottatura NACA nel tentativo di ottenere un miglioramento delle prestazioni.
Era prevista un'ulteriore modifica del velivolo con l'impiego del nuovo motore Wright R-2600 Twin Cyclone, ma l'idea era destinata a rimanere sulla carta.

### Armamento
Il carico offensivo dell'XT3D avrebbe dovuto consistere in un siluro da 1 835 lb (pari a 832 kg) o da un'equivalente quantità di bombe. L'armamento difensivo sarebbe stato costituito da due mitragliatrici calibro .30 in; come detto le due armi erano collocate nel primo e nel terzo abitacolo, a disposizione dei due mitraglieri, ed erano rispettivamente una su supporto fisso (rivolta nel senso di marcia) ed una brandeggiabile.

## Utilizzatori
Stati Uniti
- United States Navy